# محمدحسین ماندگار
محمدحسین ماندگار پزشک فوق‌تخصص جراحی قلب و عروق اهل ایران است. وی در سال ۱۳۷۲ اولین عمل پیوند قلب در تاریخ ایران را به شکل موفقیت‌آمیز انجام داد.

## تحصیلات
محمدحسین ماندگار ۱۶ شهریور ۱۳۳۳ در تهران متولد شد. عمدهٔ تحصیلات ابتدایی و دبیرستان خود را در تهران گذراند و تحصیلات پزشکی خود را بین سالهای ۱۳۵۱ تا ۱۳۵۷ در دانشگاه تهران تکمیل کرد. وی فوق تخصص جراحی قلب و عروق خود را نیز در سال ۱۳۶۶ از دانشکده پزشکی دانشگاه علوم پزشکی تهران دریافت نمود.
محمدحسین ماندگار در سال ۱۳۶۷ برای بورس به انگلیس اعزام شد و به تیم جراحی دکتر دورال در دانشگاه لندن (بیمارستان گایز) و دکتر یاکوب (بیمارستان هرفیلد) پیوست، تا تحصیلات تکمیلی خود را در رشته جراحی قلب و عروق در این مراکز معتبر جهانی بگذراند؛ پس از آن طی یک دوره آموزشی در معتبرترین مراکز جراحی قلب دنیا از جمله مؤسسه قلب تگزاس آمریکا و بیمارستان سنت لوک (کانزاس سیتی) و دانشگاه هیوستون تگزاس در کنار اساتیدی همچون  دانتن کولی به کسب تجربه پرداخت.

ماندگار دوره‌های پیشرفته جراحی پیوند قلب را در سال ۱۹۸۸ میلادی در لوزان، در سال ۱۹۹۰ در پاریس، در سال ۱۹۹۱ در لندن و در نهایت در سال ۱۹۹۲ در وین گذراند؛ و با ماحصل تمامی تجربیات خود مؤسسه پیوند قلب و ریهٔ بیمارستان دکتر شریعتی (تهران) را که یک بخش کوچک بود راه‌اندازی کرد.

## اولین پیوند قلب در ایران
محمدحسین ماندگار و همکارانش ۳۱ فروردین سال ۱۳۷۲ اولین عمل پیوند قلب در تاریخ ایران را به شکل موفقیت‌آمیز انجام دادند.

او قلب پدر خانواده‌ای که ۴۸ سال داشت و دچار مرگ مغزی شده‌بود را به یک بیمار ۱۲ ساله (مجيد بالغ‌تيغ) که در صف گیرنده قلب قرار داشت، پیوند زد. از آن تاریخ تاکنون متجاوز از ۱۱۰ مورد پیوند قلب درایران توسط تیم جراحی پیوند قلب ایشان انجام شده‌است و ایران در باشگاه ۱۰ کشور برتر جهان در زمینهٔ عمل پیوند قلب است و سالانه ۱۵ هزار عمل قلب در ایران انجام می‌شود و ۸۰ مرکز پیوند اعضا نیز در کشور فعال است.

## فعالیت‌ها
```
ماندگار در حال حاضر استاد جراحی قلب 
دانشگاه تهران
 می‌باشد و در طی این مدت علاوه بر درمان بیماران صعب‌العلاج به تربیت دانشجویان و دستیاران جراحی فوق تخصص قلب، همت گمارده‌است، که در این راستا بیش از ۳۵ جراح قلب تربیت کرده‌است و بر نگارش بیش از ۶۰ پایان‌نامه دانشجویی در مقاطع 
دکترای پزشکی
 عمومی و فوق تخصص جراحی قلب نظارت داشته‌است.
[
۱
]
```

او به نگارش، تألیف، ترجمه و گردآوری بیش از هشت مجلد در زمینه‌های تخصصی، عمومی و افزایش آگاهیهای مردمی پرداخته‌است که بعضی از این کتب بیش از شش بار تاکنون تجدید چاپ گردیده‌است. همچنین اهتمام خاصی به پیشگیری قبل از درمان دارد و در این راستا کتابهای متعددی به رشته تحریر درآورده است.
وی همچنین مقالات متعددی نیز در زمینه جراحی قلب ارائه نموده‌است که این مقالات در کنگره‌های متعدد داخلی و خارجی مورد استقبال قرار گرفته‌است و تعدادی از آنها در نشریات معتبر پزشکی همچون نشریه سالیانه جراحی قفسه سینه و نشریه اکوکاردیوگرافی به چاپ رسده است.
محمدحسین ماندگار از سال ۲۰۰۰ میلادی در فرهنگستان علوم پزشکی و از سال ۱۹۹۰ میلادی در سازمان پزشکی قانونی و سازمان نظام پزشکی ایران در سمت مشاوره فعالیت کرده‌است. وی از سال ۲۰۰۲ میلادی عضو ثابت و رسمی جراحان قفسه سینه امریکا و از سال ۲۰۰۱ میلادی عضو رسمی و ثابت جامعه جراحان قلب و قفسه سینه اروپا و از سال ۲۰۰۰ میلادی عضو دائمی انجمن جراحان قلب و قفسه سینه حوزه مدیترانه شد.  ماندگار در حال حاضر از اعضای موسس و هیئت مدیره جامعه جراحان قلب ایران و از اعضای جامعه جراحان و انجمن آترواسکلروز ایران است.

## افتخارات و جوایز
به غیر از اجرای اولین پیوند قلب موفق در ایران؛ اجرای اولین جراحی ROSS موفق در ایران در سال ۱۹۹۳ میلادی، انجام اولین پیوند قلب هتروتوپیک در سال ۱۹۹۴ میلادی، به‌کارگیری سیستم بطن چپ مصنوعی در سال ۲۰۰۵ میلادی، اولین پیوند قلب و ریه در سال ۱۹۹۶ و اجرای موفق سیستم حمایتی دو بطنی در سال ۲۰۰۶ نیز از جمله امتیازات محمدحسین ماندگار محسوب می‌گردد.
در طی سالها فعالیت جوایز و الواح تقدیر فراوانی به وی اهداء گردیده که مهم‌ترین آن‌ها عبارتند از:
- نشان درجه۲ آموزش در جشنواره ملی ابن‌سینا
- لوح تقدیر به‌خاطر پیوند قلب از طرف باقر لاریجانی و وزارت بهداشت، درمان و آموزش پزشکی
- جایزهٔ بنیاد جهانی « یلدا»

## زندگی شخصی و روابط خانوادگی
محمدحسین ماندگار دو خواهر و یک برادر دارد. برادرش دانشجوی دانشگاه صنعتی شریف بود که در اوایل جنگ داوطلبانه به جبهه رفت و کشته شد.

ماندگار سال ۱۳۶۱ ازدواج کرد و دو فرزند دارد. پسرش دکترای رشته ژنتیک دارد و در آمریکا بر روی سلول‌های بنیادی قلب تحقیقات ژنتیکی می‌کند و دخترش هم فارغ‌التحصیل هنرهای زیبا و طراحی داخلی است و در کانادا زندگی می‌کند.